# Alcoholics Anonymous Suite
De Alcoholics Anonymous Suite (ook wel 12 step suite) is een serie van nummers van de progressieve metalband Dream Theater. Drummer Mike Portnoy schreef de teksten voor deze nummers. Hij beschrijft zijn ervaringen met alcoholisme en elk nummer behandelt één of meerdere stappen in het twaalfstappenprogramma van de Anonieme Alcoholisten.
De nummers bevatten terugkerende muzikale en tekstuele thema's. Over het algemeen zijn deze nummers de hardste nummers van Dream Theater, met uitzondering van Repentance dat een ballade is. De totale tijd van de suite is 57:16 minuten.
De suite bestaat uit de volgende vijf nummers:
- The Glass Prison (Six Degrees Of Inner Turbulence)
  - I. Reflection
  - II. Restoration
  - III. Revelation
- This Dying Soul (Train of Thought)
  - IV. Reflections of Reality (Revisited)
  - V. Release
- The Root of All Evil (Octavarium)
  - VI. Ready
  - VII. Remove
- Repentance (Systematic Chaos)
  - VIII. Regret
  - IX. Restitution
- The Shattered Fortress (Black Clouds & Silver Linings)
  - X. Restraint
  - XI. Receive
  - XII. Responsible

Er waren plannen om de hele suite live uit te voeren en uit te brengen maar Portnoy vertrok bij Dream Theater voordat dit was gebeurd. Op 30 juni 2016 maakte Portnoy op zijn facebook-pagina bekend dat hij de suite zou uitvoeren tijdens een concertcruise.
Alle nummers zijn opgedragen aan Bill W. and his friends. Met Bill W. wordt Bill Wilson bedoeld, de medeoprichter van Anonieme Alcoholisten.
Het nummer The Mirror van het album Awake gaat ook over Portnoys alcoholisme. Hoewel het geen onderdeel uitmaakt van de suite, wordt het door veel fans gezien als een proloog. Deel VIII bevat ook een klein stuk van de tekst en melodielijn van The Mirror.
De nummers hebben onderlinge verbanden, zowel muzikaal als tekstueel.
- This Dying Soul:
  - De eerste vijf gitaarnoten van This Dying Soul zijn gelijk aan de laatste vijf noten van The Glass Prison.
  - De tekst "Hello mirror, so glad to see you my friend / It's been a while" verwijst naar het nummer The Mirror.
  - De teksten "Now it's time to stare the problem right between the eyes you long lost child" en "Spreading all your lies from coast to coast / While spitting on the ones that matter most" komen overeen met de tekst in The Mirror "Let's stare the problem right in the eye / It's plagued me from coast to coast / Racing the clock to please everyone / All but the one who matters the most"
  - The tekstregel "I can't break out of this prison all alone" komt ook voor in The Glass Prison.
  - Een gitaarriff in dit nummer wordt ook gespeeld in The Glass Prison.
- The Root of All Evil:
  - De gitaarriff aan het begin is gelijk aan de laatste riff in This Dying Soul, alleen wat langzamer gespeeld.
  - Het drumritme aan het begin is grotendeels gelijk aan de drum in This Dying Soul
  - De tekst "I can feel my body breaking" komt ook voor in This Dying Soul.
  - De tekstregel "I can't break out of this prison all alone" komt ook voor in The Glass Prison.
  - De tekst "Heal this dying soul" verwijst naar de titel van het nummer This Dying Soul.

- Repentance:
  - De beginmelodie is identiek aan een melodie in This Dying Soul (begint op 2:04 en met een andere sleutel, C# in plaats van B).
  - De twee eerste tekstregels "Hello mirror, so glad to see you my friend / It's been a while" zijn hetzelfde als de beginregels van This Dying Soul.
- The Shattered Fortress:
  - De titel van het nummer is afgeleid van twee regels uit The Glass Prison; "A shattered glass prison wall behind me" en "A long lost fortress"
  - Het nummer is grotendeels gecomponeerd met muziekstukken uit de voorgaande vier nummers.
  - Het nummer eindigt met het intro van The Glass Prison en het intro van The Root of All Evil